# Hardtack Teak
Hardtack Teak était un essai nucléaire atmosphérique à haute altitude (en), réalisé par les États-Unis dans le cadre de l'opération Newsreel, pendant la guerre froide.
Lancée tard dans la soirée du 1er août 1958 depuis l'Atoll Johnston par un missile Redstone, la bombe détona à une altitude de 76,8 km (252 000 ft), comme initialement prévu. Toutefois, en raison d'erreurs de calcul, cette explosion se produisit pile au-dessus du site de lancement, alors qu'elle devait initialement se produire plus vers le sud, ce qui causa quelques frayeurs au personnel toujours présent sur le site.
Avec l'essai Hardtack Orange, il s'agit de deux des plus grosses explosions nucléaires à haute altitude ayant été réalisées.

## Planification et choix du site de lancement

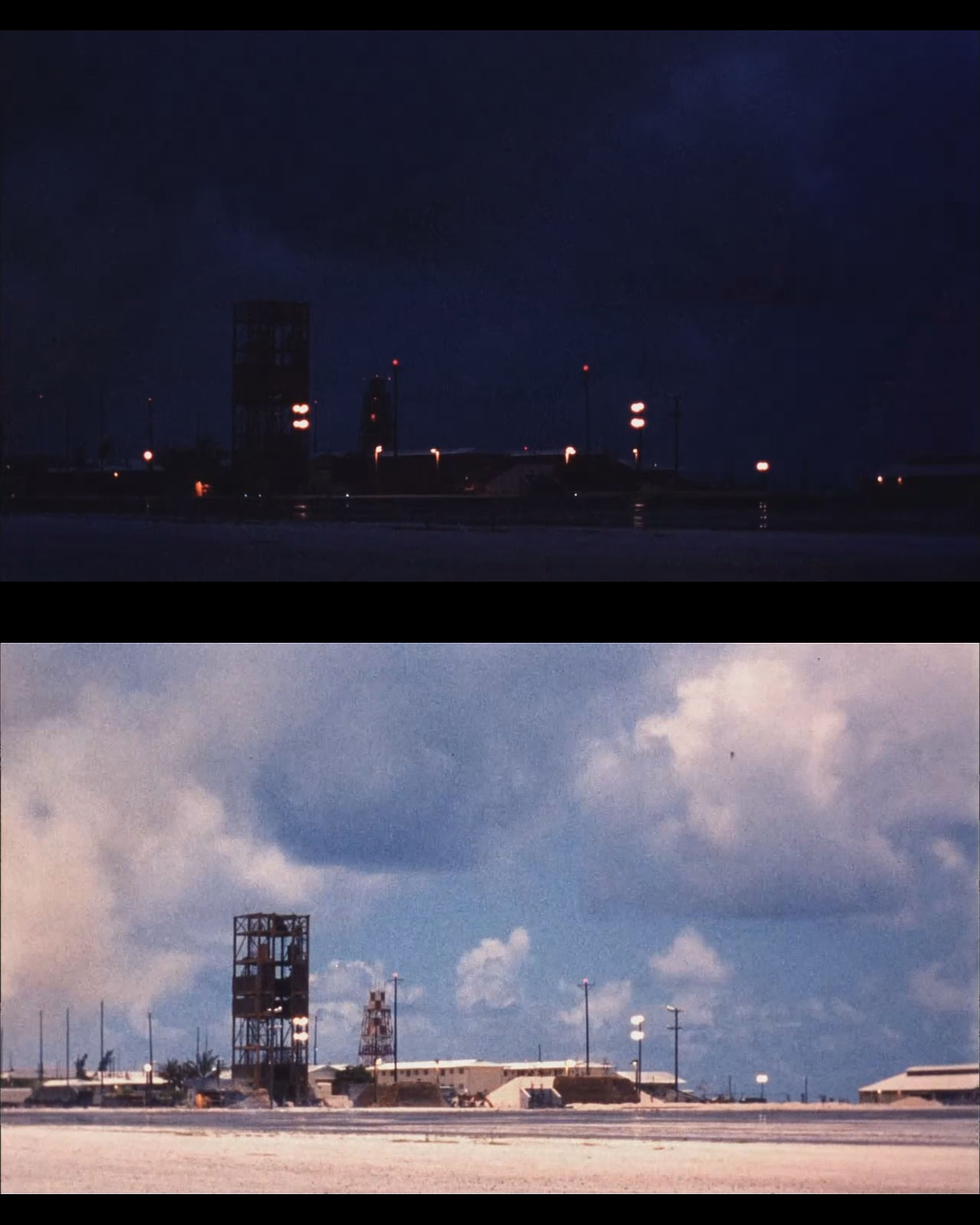
En haut : une installation sur l'île de Johnston, avant l'explosion. En bas : cette même installation, immédiatement après l'explosion.

D'une puissance équivalente à 3,88 mégatonnes de TNT, la détonation devait se produire à une altitude de 76 km (250 000 ft) au-dessus d'un point situé approximativement à 9,7 km (6 mi) au sud de l'île Johnston. Toutefois, en raison d'une erreur de programmation, l'explosion se produisit à la bonne altitude mais directement au-dessus de l'île, ce qui fit de cette dernière le véritable hypocentre (ground zero) de l'explosion. Cette erreur amena l'explosion 610 m (2 000 ft) plus près du site de lancement — et de son personnel — que prévu.
Le test Teak avait été initialement été prévu pour être lancé depuis l'atoll Bikini, mais Lewis Strauss, président de la Commission de l'énergie atomique des États-Unis (en anglais : United States Atomic Energy Commission, ou AEC) s'opposa à cette idée car il craignait que les flashs lumineux de l'explosion — qui devait se dérouler en pleine nuit — aveuglent les insulaires vivant sur les atolls voisins. Il accepta finalement l'exécution de ce test à haute altitude, mais à la condition que le site de lancement soit déplacé de l'atoll Bikini vers un point bien plus isolé, sur l'île Johnston.
D'après le rapport DNA6038F de la United States Defense Nuclear Agency (DNA) sur l'opération Hardtack I :

« L'île Johnston était bien placée pour les tests à haute altitude en raison de son isolement, l'île habitée la plus proche étant à une distance de 866 km. D'autre part, les opérations réalisées à cet endroit devaient prendre en considération les routes empruntées par les avions et navires reliant Hawaï à l'Asie, ainsi que les dangers liés au tir d'un missile dans une zone restreinte et le tir de missiles au-dessus d'étendues maritimes utilisées pour le mouillage de navires.
[...] que le danger le plus préoccupant était l'éblouissement, l'aveuglement et/ou les brûlures de la rétine attendues à la suite de l'explosion programmée. Il était calculé que ce danger s'étende sur une distance de 700 km à la surface... »

## Explosion et conséquences
Lorsque l'ogive nucléaire explosa à 76,8 km d'altitude directement au-dessus de l'île Johnston, le flash lumineux transforma instantanément la nuit sombre du site de lancement en l'équivalent d'une journée ensoleillée, comme il est possible de le voir sur la photo présente plus bas dans l'article. La lumière initiale se dissipa après une période d'environ trente secondes, et le rayonnement thermique issu de l'explosion fut si intense que les observateurs présents furent obligés de se cacher « à l'ombre » pendant les premiers instants, comme il est possible de le constater sur les films réalisés lors de l'évènement.
Teak causa une détérioration des radiocommunications sur une large portion de l'océan Pacifique. Ces perturbations étaient dues à l'injection d'une importante quantité de produits de fission dans l'ionosphère, qui empêchaient la réflexion normale des ondes radio HF vers la surface, ce qui perturba la plupart des liaisons radio à longue distance, ces dernières utilisant essentiellement la bande de fréquences HF. La détonation de la bombe fut déclenchée le 1er août 1958 à 10 h 50 UTC (le 31 juillet 1958 à 23 h 50 HST, heure de l'atoll Johnston).
D'après le rapport Defense's Nuclear Agency 1947–1997, lorsque la détonation Teak se produisit :

« L'observatoire d'Apia, dans les îles Samoa occidentales, situé à approximativement 3 200 km au sud, décrivit la « violente perturbation magnétique qui annonça la plus brillante manifestation d'aurores australes jamais observée dans les îles Samoa ». L'ionisation persistante résultante dans la haute atmosphère coupa les liaisons radio à haute fréquence avec la Nouvelle-Zélande pendant six heures.

À Hawaï, où il n'y avait eu aucune annonce du test, la boule incandescente du test Teak vira du jaune pâle au jaune foncé, puis orange, puis rouge. La lumière rouge resta clairement visible dans le ciel du sud-ouest pendant une demi-heure. À Honolulu, les communications avec le trafic aérien civil et militaire furent interrompues pendant plusieurs heures. Dans les bureaux de l'Armed Forces Special Weapons Project (AFSWP), au Pentagone, l'admiral Parker commença à s'inquiéter pour le personnel présent sur l'île Johnston, les heures passant et aucune nouvelle ne provenant du site. Finalement, quelque huit heures après l'explosion, des nouvelles rassurantes provinrent d'Alvin Luedecke (en), commander de la Joint Task Force 7 et futur General Manager de l'AEC. Le blackout des communications inquiéta également toutes les autres personnes concernées par le test. Plus tard, l'AFSWP apprit que l'un des premiers messages radio reçus sur l'île Johnston, une fois que les communications avaient été rétablies, furent : « Vous êtes toujours là ? ». »

D'après la page no 269 du rapport DNA6038F de la Defense Nuclear Agency (DNA) sur l'opération Hardtack, : 

« La détonation diffusa une couche de débris de fission dans la haute atmosphère et détruisit la capacité des couches normalement ionisées de la haute atmosphère à réfléchir les ondes radio vers la surface de la Terre, ce qui coupa beaucoup de circuits de communications trans-pacifiques à haute fréquence. Ce blackout dura neuf heures en Australie et au moins deux heures à Hawaï. Le service téléphonique d'Honolulu fut toutefois apparemment épargné, la police locale enregistrant plus de 1 000 appels supplémentaires cette nuit-là, les résidents surpris demandant des informations sur ce qu'ils avaient vu. »

D'après les rapports d'observateurs civils contenus dans ce même rapport, page no 266 :
- Un résident d'Honolulu décrivit l'explosion dans la première page de l'édition du 1er août du quotidien Honolulu Star-Bulletin :

« Je suis sorti sur le patio et j'ai vu ce qui semblerait avoir été la réflexion de la boule de feu. Elle a viré du jaune pâle au jaune sombre, puis de l'orange au rouge.
Le rouge s'est diffusé de manière semi-circulaire jusqu'à ce qu'il semble englober une grande partie de l'horizon.
Un nuage est apparu dans le centre du cercle. Il était assez large et clairement visible. Il est resté visible pendant environ une demi-heure.
Ça semblait beaucoup plus proche que l'île Johnston. L'élévation du cercle était peut-être de 20° au-dessus de l'horizon. »

- D'autres descriptions dans la même publication décrivirent également le phénomène rouge qui apparut. Depuis le volcan Haleakalā, sur l'île Maui, des observateurs rapportèrent que cette boule rouge semblait être passée au-dessus d'eux environ 40 minutes après la détonation.